# Caike Luna
Carlos Henrique Luna, mais conhecido como Caike Luna (Cruzeiro do Oeste, 4 de dezembro de 1978 — Curitiba, 3 de outubro de 2021), foi um humorista e ator brasileiro.

## Carreira
Formado em Artes Cênicas pela Faculdade de Artes do Paraná, atuou em mais de meia centena de peças teatrais como ator, cenógrafo, maquiador, diretor, entre outras funções. Entre suas peças estão:  O Sonho de um Homem Ridículo, Quatro num Quarto, Quase, O Fabuloso Circo de Fábulas do Prof. Jaques, A Bruxinha que era Boa, Os Aristogatas, entre outros. Em “Quatro num quarto”, ganhou o Prêmio Acadêmico de Melhor Ator Coadjuvante da IV Mostra da FAP. Com “Os Aristogatas”, foi indicado pela primeira vez ao Troféu Gralha Azul. Também trabalhou no musical Rock in Rio - O Musical.
Em 2015 foi indicado ao Prêmio Bibi Ferreira como Melhor Ator Coadjuvante pela interpretação do Padre Maximiliano no musical “Bilac vê Estrelas”. Esse mesmo espetáculo ganhou o prêmio de “Melhor Musical”.
Na televisão, foi contratado do Grupo Globo, atuando na TV Globo e no Multishow para atuar e em algumas esquetes, escrevia. No canal aberto, trabalhou no Zorra Total, fazendo os personagens Maria Ventânia, Cleitom e Índia Tapioca. Cleitom é considerado seu personagem mais famoso e aquele que o projetou a ser conhecido pelo grande público. 
 Interpretou Ranchinho em um dos episódios do especial Por Toda Minha Vida. Na novela Rock Story interpretou o apresentador sensacionalista Cassiano Junior.
No canal a cabo, participou do programa Treme Treme (com personagens Gagoberto, Baby Bobolete, Belmira, Margô, Inocencia ou Bernadete), Xilindró (seus personagem: Time Tiurri, Brioco), no Tô de Graça, fazendo Duda Kalil e em A Vila. 
No cinema, trabalhou em Casa da Mãe Joana 2, ao lado de Paulo Betti, José Wilker e Betty Faria e em O Bolo, ao lado de Fabiula Nascimento e Eriberto Leão.

## Morte
Morreu no dia 3 de outubro de 2021, no Hospital Erasto Gaertner em Curitiba, em decorrência de um Linfoma não Hodgkin.

## Prêmios e indicações
| Ano  | Premiação               | Categoria                           | Obra              | Resultado |
| ---- | ----------------------- | ----------------------------------- | ----------------- | --------- |
| 1997 | Prêmio Acadêmico da FAP | Melhor Ator Coadjuvante             | Quatro num quarto | Venceu    |
| 2001 | Troféu Gralha Azul      | Melhor Ator                         | Os aristogatas    | Indicado  |
| 2006 | Troféu Gralha Azul      | Melhor Ator Coadjuvante             | Macbeth           | Indicado  |
| 2015 | Prêmio Bibi Ferreira    | Melhor Ator Coadjuvante em Musicais | Bilac Vê Estrelas | Indicado  |